# (19312) 1996 VR7
1996 في أر 7 (ويعرف أيضًا باسم (19312) 1996 في أر 7 وفق تسمية الكوكب الصغير) (بالإنجليزية: 1996 VR7)‏ هو كويكب ضمن حزام الكويكبات؛ وترتيبه 19312 من حيث الاكتشاف.
اكتُشف هذا الجُرم الفلكي بواسطة تاكيشي أوراتا ‏ في 15 نوفمبر 1996.

## وصلات خارجية
- (19312) 1996 VR7 في قاعدة بيانات مختبر الدفع النفاث لأجرام النظام الشمسي الصغيرة

- الاكتشاف · مخطط المدار ·  العناصر المدارية · المعلمات المادية

- (19312) 1996 VR7 على موقع ويكي سكاي: DSS2, SDSS, GALEX, IRAS, Hydrogen α, X-Ray, Astrophoto, Sky Map, Articles and images